# Flistersjön
Flistersjön är en sjö i Ånge kommun i Medelpad och ingår i Ljungans huvudavrinningsområde. Sjön har en area på 0,899 kvadratkilometer och ligger 320,5 meter över havet. Flistersjön ligger i Helvetesbrännan (södra) Natura 2000-område. Sjön avvattnas av vattendraget Vattenån.

## Delavrinningsområde
Flistersjön ingår i det delavrinningsområde (693949-147822) som SMHI kallar för Utloppet av Flistersjön. Medelhöjden är 358 meter över havet och ytan är 7,28 kvadratkilometer. Räknas de 15 avrinningsområdena uppströms in blir den ackumulerade arean 53,83 kvadratkilometer. Vattenån som avvattnar avrinningsområdet har biflödesordning 3, vilket innebär att vattnet flödar genom totalt 3 vattendrag innan det når havet efter 130 kilometer. Avrinningsområdet består mestadels av skog (77 procent). Avrinningsområdet har 0,89 kvadratkilometer vattenytor vilket ger det en sjöprocent på 12,3 procent.